# Yvan Dibango
Junior Yvan Nyabeye Dibango (Yaoundé, 10 marzo 2002) è un calciatore camerunese, difensore del Kryvbas Kryvyj Rih.

## Carriera

### Club
Dopo aver iniziato la sua carriera con la maglia del Dragon Yaoundé, nel 2021 approda in Europa, firmando per la formazione bielorussa dell'Islač, con cui si ritaglia un posto da titolare. Rimane in Bielorussia fino all'estate del 2022, quando viene prelevato dal Levadia Tallinn. che tuttavia lo gira subito in prestito al Kryvbas Kryvyj Rih, formazione della massima serie ucraina. Nel 2024, viene acquistato a titolo definitivo.

### Nazionale
Nel 2021 ha preso parte alla Coppa delle nazioni africane Under-20, arrivando fino ai quarti di finale. In seguito ha giocato anche nella nazionale camerunese Under-23.